# Lars Karell
Lars Karell, né le 7 juin 1947, à Helsinki, en Finlande, est un joueur finlandais de basket-ball. 

## Palmarès
- Champion de Finlande 1966, 1968, 1969, 1974
- Coupe de Finlande 1968, 1973